# Chiretolpis rhodia
Chiretolpis rhodia là một loài bướm đêm thuộc phân họ Arctiinae, họ Erebidae.